# Sovljak
Koordinati:   43°45′34″N, 15°43′13″E
Sovljak je majhen nenaseljen otoček v Jadranskem morju. Pripada Hrvaški.
Sovljak leži zahodnoseverozahodno od naselja Tribunj v Dalmaciji pred vhodom v zaliv Sovlje. Površina otočka meri 0,018 km². Dolžina obalnega pasu je 0,49 km.